# 兒島伊佐美
兒島 伊佐美（こじま いさみ、1937年1月16日 - ）は、日本の実業家。東京電力取締役副社長や、日本原燃代表取締役社長、電気事業連合会副会長等を歴任した。

## 人物・経歴
長野県出身。1960年東北大学法学部卒業、東京電力入社。1997年東京電力常務取締役立地環境本部長。1999年東京電力取締役副社長立地環境本部長。2000年東京電力取締役、電気事業連合会副会長。2004年から日本原燃代表取締役社長を務め、2009年に長期入院に伴い退任し、相談役に就任した。現在東京都在住。